# برینکراگ
برینکراگ (به انگلیسی: Bryncrug) یک روستا در بریتانیا است که در گویند واقع شده‌است. برینکراگ ۶۲۲ نفر جمعیت دارد.